# Had To Cry Today
A Had To Cry Today az amerikai gitáros, Joe Bonamassa negyedik nagylemeze, amelyet 2003. augusztus 24-én adott ki a J&R Adventures Records.

## Számok
Az összes számot Joe Bonamassa írta, a kivételek fel vannak tüntetve:
1. Never Make Your Move Too Soon - 4:06 (Stix Hooper/Will Jennings)
2. Travellin' South - 3:50 (Gwendolyn Collins)
3. Junction 61 - 0:48 (Bonamassa)
4. Reconsider Baby - 6:51 (Lowell Fulson)
5. Around the Bend - 2:51 (Bonamassa/Will Jennings)
6. Revenge of the 10 Gallon Hat - 3:41 (Bonamassa)
7. When She Dances - 3:39 (Bonamassa/Will Jennings)
8. Had to Cry Today - 3:52 (Steve Winwood)
9. The River - 4:04 (Bonamassa/Bob Held)
10. When the Sun Goes Down - 3:23 (Bonamassa/Will Jennings)
11. Faux Martini - 4:29 (Bonamassa)

## Közreműködtek
- Joe Bonamassa - gitár, ének
- Jon Paris - szájharmonika
- Benny Harrison - Hammond orgona
- Eric Czar - billentyűs hangszerek
- Kenny Kramme - dob, ütőhangszerek

## Külső hivatkozások
- Hivatalos oldal (angolul)